# علي بابا والأربعون حرامي (فلم 1918)
فيلم علي بابا والأربعين حرامي (بالإنجليزية: Ali Baba and the Forty Thieves) هو فيلم أبيض وأسود مغامرات صامت أمريكي إنتاج عام 1918 أخرجه تشيستر إم فرانكلين وسيدني فرانكلين وانتاح شركة فوكس فيلم، وبطولة جورجي ستون وجيرترود ميسينجر ولويس سارجنت.

## سيناريو
يكتشف علي بابا الفتى الفقير، كهف اللصوص في الجبال، يفتح بابه بالعبارة السحرية "افتح يا سمسم". عندما علم أن الكهف مليء بالكنوز المسروقة، يأخذ إلى المنزل بقدر ما يستطيع حمله ، لكن شقيقه الجشع يجبره على الكشف عن موقع الكهف. بعد دخول الكهف ، شوهد شقيق علي بابا من قبل اللصوص وقتل. في هذه الأثناء ، يقع علي بابا في حب مورجيانا ، وهي جارية أُجبرت على الرقص في نزل محلي ، وبتأمين حريتها يكسبها حبها وولائها. يشتبه زعيم عصابة اللصوص في أن علي بابا يعرف سر كهف الكنز ، وفي زي تاجر نفط ، يزور علي بابا مع أربعين لصوصًا مخبأون في أوعية زيت. عندما تكتشف مورغيانا اللصوص ، تملأ الجرار بالزيت المغلي ، وبالتالي تقتلهم جميعًا. علي بابا يهزم رئيس السارق في القتال ثم يتزوج من مورجيانا الجميلة.

## فريق التمثيل
- جورجي ستون في دور علي بابا
- جيرترود ميسينجر في دور مورجيانا
- لويس سارجنت في دور خوجة حسين
- بودي ميسينجر في دور قاسم براء
- جي. ريموند ناي في دور عبد الله
- ريموند لي في دور طالب
- تشارلز هينكس في دور عاصف عازار
- ماري ميسينجر في دور خادمة لقاسم
- جاك هال في دور جميل

## روابط خارجية
- علي بابا والأربعون حرامي  في قاعدة بيانات الأفلام على الإنترنت (بالإنجليزية)